# Ronaldo Bôscoli
Ronaldo Fernando Esquerdo e Bôscoli, né le 28 octobre 1928 à Rio de Janeiro et mort le 18 novembre 1994 dans la même ville, est un compositeur, producteur de musique et journaliste brésilien.

## Biographie
Ronaldo Fernando Esquerdo e Bôscoli naît le 28 octobre 1928 à Rio de Janeiro. Il est issu d'une famille liée au théâtre et au cinéma. Il est le petit-neveu de Chiquinha Gonzaga. Il commence à travailler comme journaliste au Diário da Noite, en tant que reporter sportif.
Il fait partie d'un groupe qui, à partir de 1957, se réunit dans l'appartement de Nara Leão (dont il est l'ami) pour jouer et chanter des chansons qui seraient plus tard qualifiées de bossa nova. À l'époque, il écrit plusieurs chroniques pour le journal Última Hora sur la bossa nova. Fin 1958, il participe, avec Carlos Lyra, Sylvia Telles, Roberto Menescal et Luiz Eça, à un spectacle au Hebraica Club (Rio de Janeiro), déjà présenté comme un « groupe de bossa nova présentant des sambas modernes ».
En 1959, il conçoit ce que l'on appelle le pocket-show, développé simultanément par le producteur Abelardo Figueiredo, en produisant de petits spectacles au Little Club et dans les boîtes de nuit du Beco das Garrafas, un endroit qui devient un bastion bossanoviste, avec des artistes et des groupes tels que le Copa Trio, Elis Regina, Nara Leão, Rosinha de Valença, Sylvia Telles et Wilson Simonal, parmi d'autres.
En tant que compositeur, il est le partenaire de Chico Feitosa, Carlos Lyra et surtout de Roberto Menescal.
Sa première composition enregistrée est Sente, qui figure sur le disque de Norma Bengell OOOOOOOH Norma, sorti chez Odeon en 1959. Le disque de João Gilberto Chega de Saudade, sorti la même année et considéré comme l'un des jalons de la bossa nova, contient deux chansons de lui et de Carlos Lyra : Lobo bobo et Saudade fez um samba.
L'une de ses chansons les plus connues et les plus représentatives du style bossa nova est O barquinho, écrite en partenariat avec Roberto Menescal, qui est enregistrée plusieurs fois au Brésil et à l'étranger.
Dans les années 1960, aux côtés de Miéle, ils continuent à produire des spectacles, notamment la tournée européenne de Wilson Simonal et Luís Carlos Vinhas. Le duo produit également la célèbre émission TV Record O Fino da Bossa, animée par Elis Regina et Jair Rodrigues.
En 1967, il épouse Elis Regina, avec qui il a un fils, João Marcelo Bôscoli, qui devient musicien et producteur comme son père. Le couple se sépare en 1972.
Dans les années 1970, toujours avec Miéle, ils commencent à produire Roberto Carlos, qui, issu de la Jovem Guarda, devient un chanteur romantique. Le duo produit le chanteur pendant 24 ans. Toujours dans les années 1970, il participe à la création et à la production d'émissions de TV Globo (núcleo A.C. Vannucci, aux côtés de Ruy Castro, Paulo Afonso Grissoli et Ricardo Cravo Albin), qui donneront naissance à des programmes tels que Brasil Pandeiro, Alerta Geral et Bibi 78 e 79.
Tout au long de sa carrière, il travaille également de manière intensive en tant que producteur de disques. Aux côtés de Miéle, il produit notamment et réalise le spectacle en direct et l'album Elis e Miéle no Teatro da Praia, publié par Philips en 1970.
Il participe au projet Poeta mostra a tua cara, réalisé par Solange Kafuri.
Outre ses partenaires Roberto Menescal, Carlos Lyra, Chico Feitosa et Luiz Carlos Vinhas, ses chansons sont également interprétées par Pery Ribeiro, Flora Purim, Agostinho dos Santos, Leny Andrade, Claudette Soares, Elizeth Cardoso, Elis Regina, Tito Madi, Maysa, Tamba Trio, Lúcio Alves, Silvinha Telles, Os Cariocas, Leila Pinheiro, Alaíde Costa, Wanda Sá, João Gilberto, Walter Wanderley, Sílvio César, Nara Leão, Laurindo Almeida et João Donato, entre autres.
Il meurt le 18 novembre 1994 dans sa ville natale.